# Justin Kurtz
Justin Kurtz (Winnipeg, 14 gennaio 1977) è un ex hockeista su ghiaccio canadese che militava come difensore. Nel corso della carriera ha giocato sia in Nordamerica, fra NHL e AHL, che in Europa.

## Carriera
Kurtz giocò per quattro anni a livello giovanile nella Western Hockey League con i Brandon Wheat Kings, conquistando il titolo nella stagione 1995-96. Egli fu scelto in 84ª posizione assoluta dai Winnipeg Jets in occasione dell'NHL Entry Draft 1995. Nelle stagioni successive esordì da professionista nella IHL e nella AHL. Nel 1998 passò ai Manitoba Moose, formazione affiliata ai Vancouver Canucks. Nel corso della stagione 2001-02 Kurtz esordì in NHL proprio con i Canucks giocando 27 partite con 3 reti e 5 assist all'attivo.
Nel 2003 si trasferì in Europa dopo essere stato ingaggiato dai Krefeld Pinguine nella Deutsche Eishockey Liga, disputando 2 stagioni per un totale di 100 gare disputate. Dopo una stagione in 2. Eishockey-Bundesliga con i Grizzly Adams Wolfsburg Kurtz fece ritorno in AHL per giocare la stagione 2006-2007 con i Worcester Sharks.
Nel 2007 Kurtz si trasferì in Italia dove giocò per un anno per l'HCJ Milano Vipers. Nelle due stagioni successive giocò in Nordeuropa dapprima in Danimarca e successivamente in Svezia con l'Örebro HK. Nel 2010 fece ritorno in Germania con i Fischtown Pinguins, prima di trasferirsi nella EBEL con la maglia dell'EHC Black Wings Linz. Kurtz si ritirò dall'attività agonistica al termine della stagione 2012-2013.

## Palmarès

### Club
- Western Hockey League: 1

Brandon: 1995-1996

### Individuale
- WHL East Second All-Star Team: 1

1995-1996
- CHL Third All-Star Team: 1

1996-1997